# Manuel Belgrano
Manuel Belgrano (3. červen 1770, Buenos Aires – 20. červen 1820, tamt.) byl argentinský advokát a politik, vojenský velitel války za nezávislost. V roce 1810 se stal členem revoluční vlády (junty), která bojovala proti koloniálnímu Španělsku. V letech 1812–1814 velel vlasteneckým oddílům v severozápadní Argentině a v Horním Peru, které porazily španělskou armádu v rozhodných bitvách.

## Život a působení
Vystudoval práva v Buenos Aires a ve Španělsku. Po návratu roku 1794 byl jmenován sekretářem hospodářské komory, která měla podporovat hospodářství v zemi. V tomto postavení obhajoval liberální myšlenky, a to nejen v oblasti ekonomické, ale i ve vzdělávání.
První vojenské zkušenosti získal během neúspěšné britské invaze v letech 1806-1807, kdy se Britové pokusili ovládnout tehdejší místokrálovství Río de la Plata (vedle dnešní Argentiny zabíralo i území současných států Paraguay, Uruguay a Bolívie), jež ovládali Španělé. Britové definitivně prohráli se Španělskem v roce 1810, ovšem Španělé museli čelit vnitřnímu protikoloniálnímu povstání, když byl svržen místokrál a vlády se ujala revoluční vojenská vláda (Junta Gubernative Nacional Provisional de Rio de la Plata). Belgrano se stal jejím členem. Junta měla dva cíle: jednak porazit Španěly, a jednak udržet celistvost země, neboť Paraguay, Uruguay i Bolívie začaly usilovat o odtržení. Belgrano byl jmenován velitelem armády a vedl nejprve jednotky, které se pokusily udržet ve státě Paraguay. V tom nebyl úspěšný a Paraguay získala roku 1811 nezávislost. Naopak se mu podařilo porazit prošpanělské síly u Tucumán a Salta na argentinském severozápadě, což byly rozhodující bitvy k udržení nezávislosti. Roku 1813 však byl poražen v Horním Peru (dnešní Bolívie) a na základě toho byl roku 1814 jako velitel armády nahrazen José de San Martínem. Ani ten však nezabránil, aby se odtrhla Uruguay v letech 1814-1828 a Bolívie roku 1825.
Belgrano, stejně jako mnoho jiných vůdců jihoamerických hnutí za nezávislost, usiloval o vytvoření monarchického typu vlády. K nalezení krále se roku 1814 vydal do Evropy, spolu s Bernardino Rivadaviem. Jejich mise nebyla úspěšná a Rivadavia se později paradoxně stal prvním prezidentem Argentinské republiky.

## Ocenění
- Roku 1812 Belgrano poprvé použil pro své vojsko modro-bílo-modrou (dnes národní) argentinskou vlajku, která se užívá dodnes. Ve výročí dne jeho úmrtí (20. června 1820) je v Argentině od roku 1938 slaven státní svátek, Den vlajky (španělsky Dia de la bandiera).
- Jedna z hlavních ulic v Buenos Aires s k jeho poctě jmenuje Avenida Belgrano, stejně jako městská čtvrť Belgrano na severu tohoto města.
- Na nádvoří kláštera Santo Domingo stojí mohutné sousoší jako jeho mauzoleum.
- Belgranova podobizna je na desetipesové argentinské bankovce.